# Vansbro (comune)
Vansbro è un comune svedese di 6 858 abitanti, situato nella contea di Dalarna. Il suo capoluogo è la cittadina omonima. Gli abitati della zona hanno origine piuttosto antiche, risalendo a prima dell'era vichinga.

## Località
Nel territorio comunale sono comprese le seguenti aree urbane (tätort):
- Äppelbo
- Järna
- Nås
- Vansbro

## Amministrazione

### Gemellaggi
- Velké Meziříčí